# Karen Kushner
Karen Kushner (* 1946 in Lincoln/Nebraska) ist eine US-amerikanische Pianistin und Musikpädagogin.

## Leben
Kushner studierte Klavier an der Northwestern University bei Gui Mombaerts und an der Juilliard School bei Adele Marcus und William Masselos. Weiteren Unterricht nahm sie bei Herbert Stessin, Russel Sherman, Jean-Marie Darre und Jerome Lowenthal. Sie unterrichtete zunächst an der Northwestern University, später am Mannes College of Music und schließlich an der New Yorker Turtle Bay Music School.
Als Klaviersolistin tourte Kushner international und trat u. a. bei den Festivals von Newport und Aspen, der Academie Internationale d’Ete in Nizza, dem International Festival of Deia auf Mallorca, den Dame Myra Hess Memorial Concert Series, in der Weill Recital Hall der Carnegie Hall, in der  National Gallery of Art, vor den Vereinten Nationen, im Hörfunk und Fernsehen auf. Daneben arbeitet sie auch als Kammermusikerin und bildet u. a. mit dem Pianisten Igor Kipnis ein Klavierduo. Sie spielte  u. a. alle Mazurken Fryderyk Chopins, Klavierwerke von Johannes Brahms, Clara und Robert Schumann sowie Werke des amerikanischen Komponisten Kevin Oldham auf CD ein.

## Diskographie
- The Chopin Mazurkas, Vol 1+2
- Johannes Brahms, Sonata in C major; Clara Schumann, Sonata in G minor; Robert Schumann, Kreisleriana
- Igor Kipnis & Karen Kushner: Four Hands
- Paul Creston Songs mit Rebecca Sherborn, Sopran, Joan Sommers, Akkordeon, UMKC Conservatory Chamber Orchestra, Leitung Robert Olson
- The Poet Speaks, romantische Klaviermusik